# Lijn 32
Lijn 32 is een Nederlandse televisiedramaserie. De eerste aflevering werd door de KRO en de NCRV op Nederland 2 uitgezonden op 14 januari 2012, de achtste en laatste op 3 maart 2012. Er is geen vervolg op de serie gepland.
De serie was ook te zien van 1 juli 2012 tot 19 augustus 2012 op de Vlaamse zender één. Oorspronkelijk was het de bedoeling om halverwege de maand maart te starten, maar dit werd uitgesteld als gevolg van het busongeval in Sierre.

## Verhaal
De serie draait om tien passagiers van een bus van een fictieve Amsterdamse buslijn 32 (niet te verwarren met de in 2012 werkelijk bestaande lijn 32) naar de fictieve Amsterdamse wijk Zuideramstel (wat overigens een echt bestaand stadsdeel was tot 2010), die vlak bij metrostation Bullewijk komt te verongelukken. Het algemene thematische kader waarin de serie zich afspeelt, is de huidige Nederlandse samenleving, onder meer doordat het gevoel van onveiligheid onder de burger en de opkomst van rechtse politiek worden uitgelicht. Hoewel alle personages hun eigen verhaallijnen hebben die toevallig lijken samen te komen in de fatale busrit van lijn 32, blijken er in de loop van de serie talloze dwarsverbanden tussen hun verhalen te bestaan.

## Rolverdeling
| Acteur                   | Personage                  | Opmerking                                                                          |
| ------------------------ | -------------------------- | ---------------------------------------------------------------------------------- |
| Waldemar Torenstra       | Hein van Vlijmen           | Agent bij de Regionale Inlichtingen Dienst                                         |
| Mohammed Azaay           | Ibn Hassan                 | Agent bij de Regionale Inlichtingen Dienst                                         |
| Hans Kesting             | Philip van Henegouwen      | Chef bij de Regionale Inlichtingen Dienst                                          |
| Marcel Musters           | George †                   | Winkelier en vrijwilliger                                                          |
| Aziz Akazim              | Nadir Bezouh               | Scholier                                                                           |
| Anouar Ennali            | Omar Amezian               | Scholier                                                                           |
| Mahjoub Benmoussa        | Mohammed Bezouh †          | Oom van Nadir                                                                      |
| Sigrid ten Napel         | Tamara Schoots             | Scholier                                                                           |
| Gijs Scholten van Aschat | Martin Schoots             | Vader van Tamara                                                                   |
| Peter Blok               | Klaas Kroon                | Televisiepresentator, relatie met Alina                                            |
| Elsie de Brauw           | Alina Rood                 | Kunstenaar, relatie met Klaas                                                      |
| Reinout Bussemaker       | Thomas de Zwart            | Politicus van rechtse partij                                                       |
| Maartje Remmers          | Saskia †                   | Vriendin van Thomas                                                                |
| Leona Philippo           | Zaida Pinedo               | Grimeur                                                                            |
| Tobias Nierop            | Dennis Koudstaal           |                                                                                    |
| Charlie Chan Dagelet     | Pauline Achterberg         | Student, relatie met Dennis                                                        |
| Jeroen Willems †         | David van Ommeren †        |                                                                                    |
| Steve Hooi               | Stanley Pinedo             | Beveiligingsinstallateur, relatie met Zaida                                        |
| Orlando do Brito         | Melvin Pinedo              | Broer van Stanley                                                                  |
| Annemarie Prins          | Mevrouw Lien Theunissen    |                                                                                    |
| Eric van der Donk        | Meneer Albert Theunissen † |                                                                                    |
| Maureen Tauwnaar         | Marcia Pinedo              | Thuiszorgmedewerker bij meneer en mevrouw Theunissen, moeder van Melvin en Stanley |
| Porgy Franssen           | François                   | Dakloze                                                                            |